# Gastronomía de Extremadura
La gastronomía de Extremadura es el conjunto de platos y tradiciones culinarias de la región de Extremadura (España). Algunos autores la han denominado como seria, grave y austera, de platos pastoriles y camperos. La apertura de la Vía de la Plata ha hecho que la cocina extremeña se haya divulgado por otras regiones de la culinaria española, mientras que al mismo tiempo la cocina extremeña se ha visto influenciada por otras tradiciones. La existencia de numerosos monasterios ha dado lugar a un esplendor culinario de recetas que han provenido de sus cocinas. Extremadura no tiene salida al mar, y los platos que ofrece son fundamentalmente cárnicos y compuestos de hortalizas diversas.
Algunos de los más tradicionales son las migas o la caldereta.

## Ingredientes

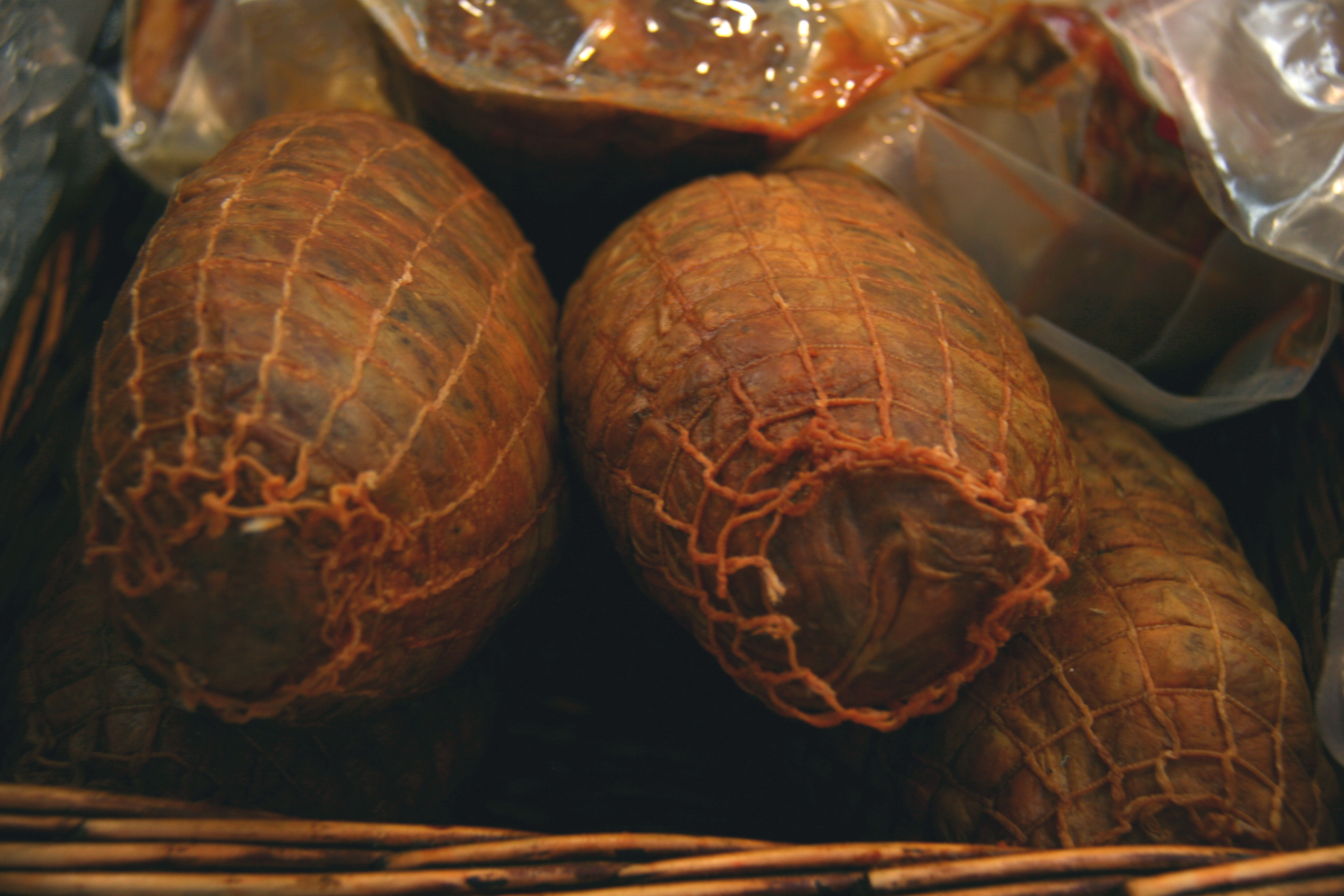
El morcón ibérico, una de las muestras de las posibilidades del cerdo en la cocina extremeña.

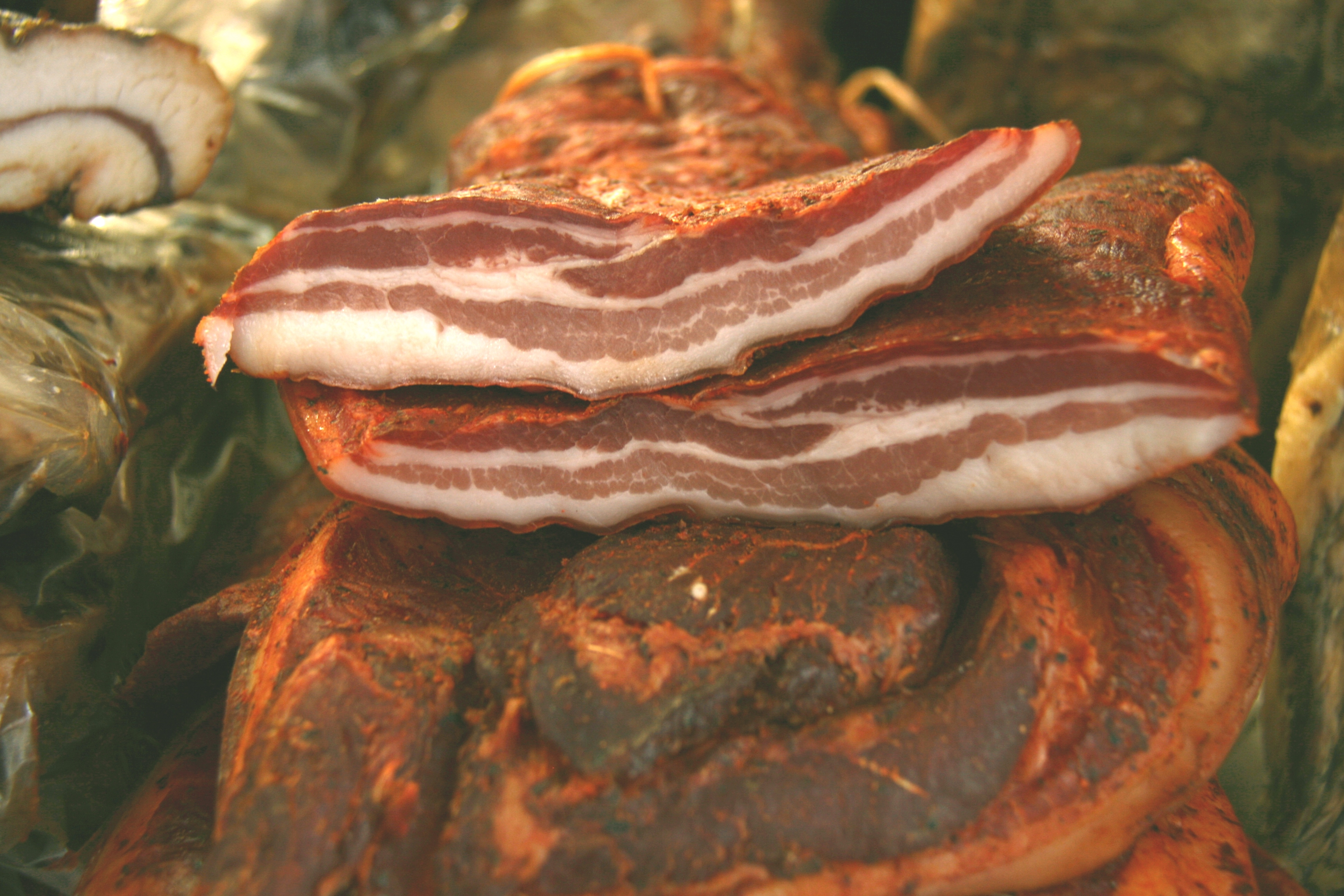
El abundante uso de pimentón en sus embutidos es característico.

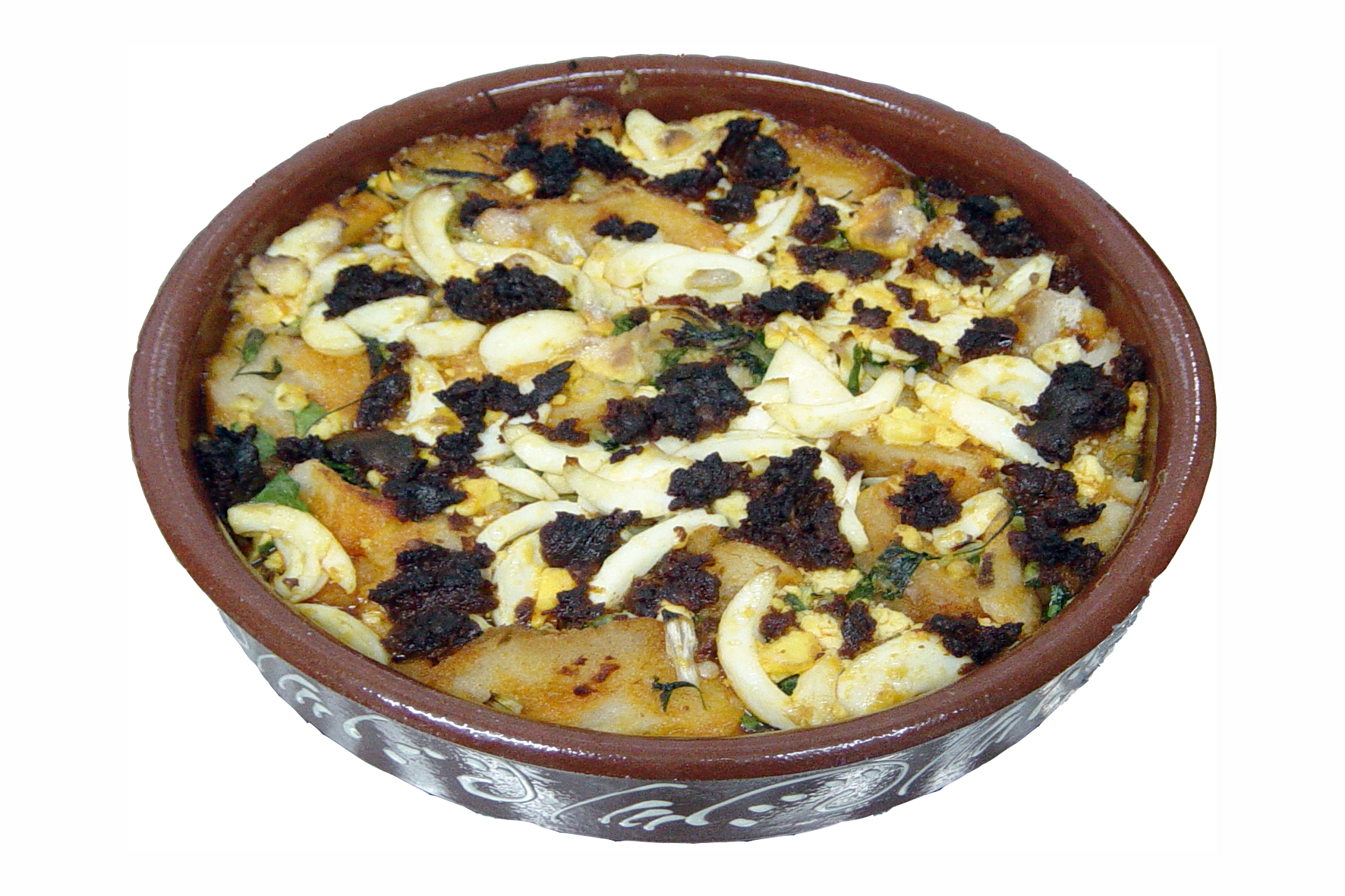
Sopa de Antruejo.

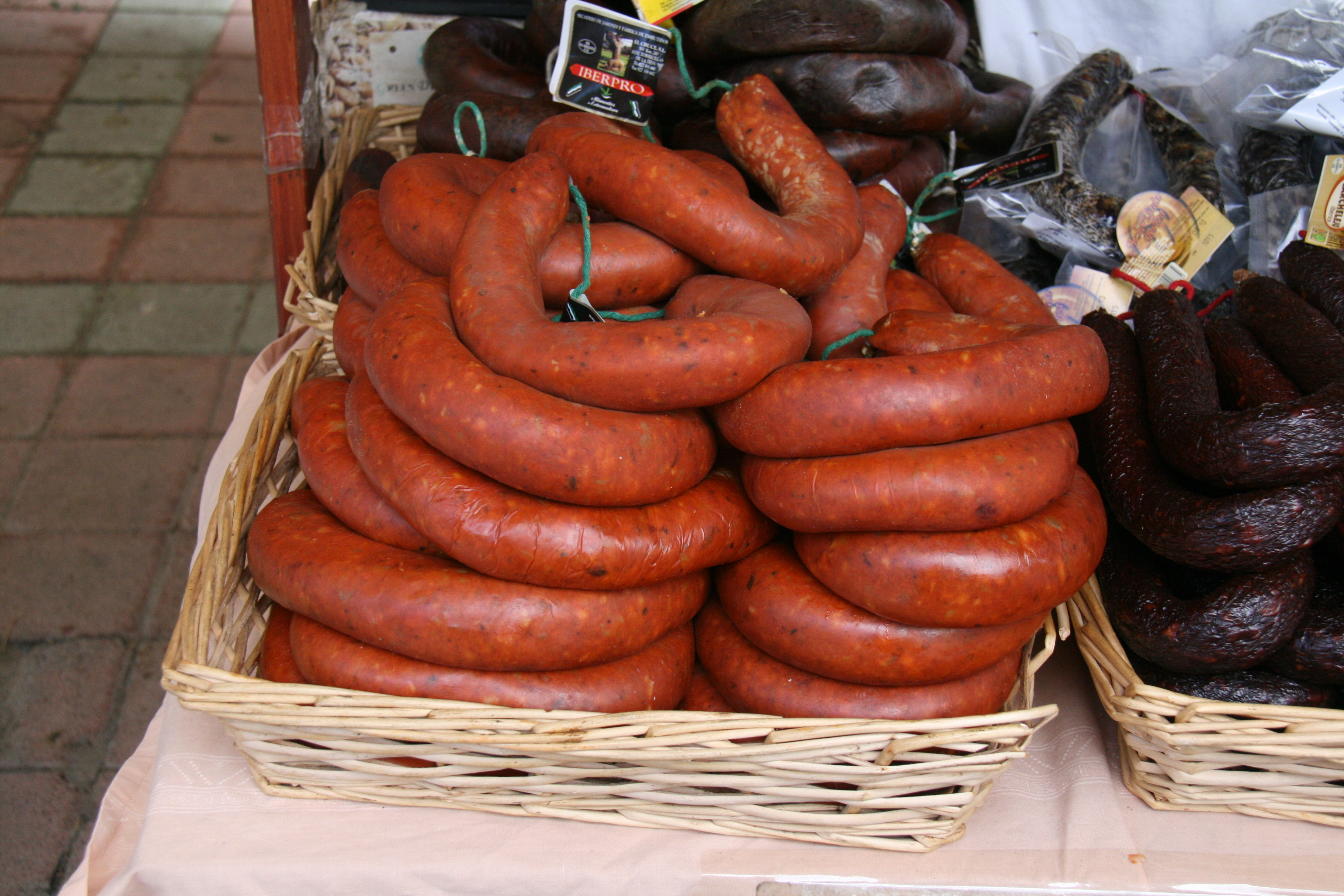
La patatera. Otro embutido típico de la gastromía extremeña

En el terreno de la carne cabe destacar la gran producción de subproductos del cerdo, como pueden ser los embutidos y la chacinería en general. La producción porcina alcanza en esta región unas altas cotas de calidad, debido a que crían la raza ibérica alimentada con las abundantes bellotas. Una de las zonas de mayor producción porcina es las comarcas de Montánchez (Cáceres): se cuenta como leyenda que los buenos jamones de esta tierra (jamón de Montánchez) se deben a la persecución que hacen los cerdos de las víboras. También son dignos de mención los chorizos extremeños, el lomo embuchado y la patatera, abundantes en ajo y en pimentón de la Vera (Cáceres). 
Como Extremadura es tierra de pastoreo, cabe destacar platos con cordero: caldereta de cordero, el frito extremeño, la cachuela extremeña o la chanfaina de cabrito  o la gran variedad de quesos producidos con leche de oveja y cabra en las zonas de La Serena (Badajoz), Ibores (Cáceres), Acehúche (Cáceres) y la famosa torta del Casar (Cáceres). 
La caza es abundante y cabe destacar la menor; uno de los platos de caza más conocidos son las perdices al modo de Alcántara, debido a una historia con las tropas francesas.
Entre los pescados cabe destacar las diversas recetas elaboradas con bacalao en salazón, como el bacalao dorado, sobre todo aquellas que contienen la denominación de vigilia, como el potaje de vigilia. Y numerosos peces de río destacando la tenca, que ha merecido ser declarada Fiesta de Interés Turístico Gastronómico de Extremadura.

## Repostería
De la repostería de Extremadura son conocidos los pasteles de soletilla, la cazuela de arroz, las perrunillas, los repápalos, el bollo turco de Jerez de los Caballeros (Badajoz) y la técula-mécula de Olivenza (Badajoz).

## D.O.P. e I.G.P.
Extremadura es una de las grandes despensas de España ya que cuenta con las siguientes Denominaciones de Origen Protegidas (D.O.P.) e Indicaciones Geográficas Protegidas (I.G.P):

### D.O.P.
- Jamón ibérico Dehesa de Extremadura
- Queso Torta del Casar
- Queso de Acehúche
- Queso de la Serena
- Queso de los ibores
- Vino Ribera del Guadiana
- Aceite Gata-Hurdes
- Aceite de Monterrubio
- Pimentón de la Vera
- Cereza del Jerte
- Miel Villuercas-Ibores

### I.G.P.
- Ternera de Extremadura
- Cordero de Extremadura (CORDEREX)
- Vino de la Tierra de Extremadura

## Curiosidades
Véase Gastronomía de Badajoz, tortilla de patatas